# Protoerigone
Protoerigone es un género de arañas araneomorfas de la familia Linyphiidae. Se encuentra en Nueva Zelanda. 

## Lista de especies
Según The World Spider Catalog 12.0:
- Protoerigone obtusa Blest, 1979
- Protoerigone otagoa Blest, 1979